# Algol

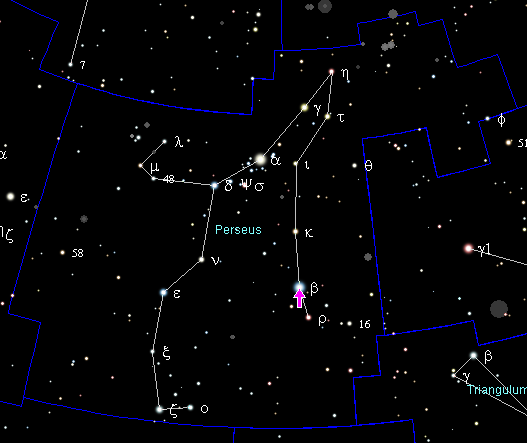
Posición de Algol

Algol (β Per / Beta Persei) es una estrella que brilla en la constelación de Perseo. Es una de las binarias eclipsantes mejor conocidas, la primera de este tipo en ser descubierta, y también una de las primeras estrellas variables en general conocidas. La magnitud de Algol oscila regularmente entre 2.3 y 3.5 con un periodo de 2 días, 20 h y 49 min.
Como binaria eclipsante, en realidad consta de dos estrellas que orbitan una en torno a la otra. Debido a que la Tierra se halla en su plano orbital, la estrella más débil (Algol B) pasa frente a la estrella más brillante (Algol A) una vez por órbita, y la cantidad de luz que llega a la Tierra decrece temporalmente. Para ser más precisos, sin embargo, Algol es un sistema estelar triple: la pareja binaria eclipsante está separada por solo 0.062 unidades astronómicas (au), mientras que la tercera estrella (Algol C) se encuentra a una distancia media de 2.69 au del par y su período orbital es de 681 días (1.86 años). La masa total del sistema es aproximadamente de 5.8 masas solares y la relación de masas entre A, B y C es 4.5: 1: 2.

## Historial de observaciones
La variabilidad de Algol fue registrada por primera vez en la Edad Moderna en 1670 por Geminiano Montanari, pero ya era conocida desde la antigüedad. Parece bastante claro que los egipcios hace tres milenios estudiaron tal variabilidad e indicaron que el período de Algol era de 2.85 días. Por razones religiosas, los antiguos egipcios registraron este periodo en uno de sus calendarios, que describe esos cambios repetitivos. El calendario de El Cairo hasta ahora es el documento histórico más antiguo conservado del descubrimiento de una estrella variable.

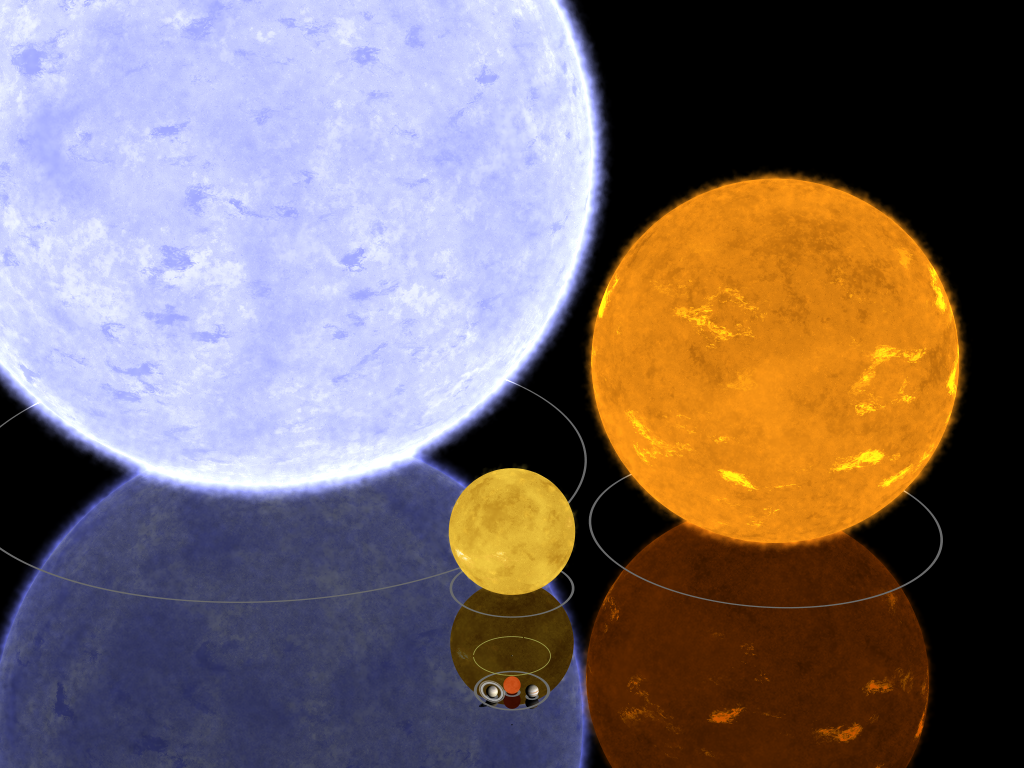
Comparación entre el tamaño de Bellatrix, Algol B y el del Sol.

En 1881, el astrónomo de Harvard Edward Charles Pickering presentó evidencia de que Algol era en realidad un binario eclipsante. Esto se confirmó unos años más tarde, en 1889, cuando el astrónomo de Potsdam Hermann Carl Vogel encontró cambios doppler periódicos en el espectro de Algol, infiriendo variaciones en la velocidad radial de este sistema binario. De esta forma Algol se convirtió en uno de los primeros binarios espectroscópicos conocidos. Joel Stebbins, del Observatorio de la Universidad de Illinois, utilizó uno de los primeros fotómetros de células de selenio para producir el primer estudio fotoeléctrico de una estrella variable. La curva de luz reveló el segundo mínimo y el efecto de reflexión entre las dos estrellas. Algunas dificultades para explicar las características espectroscópicas observadas llevaron a la conjetura de que una tercera estrella pudiera estar presente en el sistema; cuatro décadas más tarde se descubrió que esta conjetura era correcta.

Mapa de la constelación de Perseo.

El nombre «Algol» significa ‘estrella endemoniada’; proviene del árabe رأس الغول  (Ras al-gul, ‘la cabeza del demonio’), y probablemente fue llamada así por su peculiar comportamiento. Autores como Erwin Panofsky junto a Fritz Saxl en el libro Mitología clásica en el arte medieval consideran que el nombre «Ras al-gul» proviene del desconocimiento que tenían sobre el mito de Perseo, por lo tanto, interpretaron que la figura de Perseo sostenía la cabeza de un demonio y no la de Medusa, de ahí su nombre. En épocas en las que se creía que el cielo era inmutable, el hecho de que una estrella pudiera variar de magnitud en ciclos de casi exactamente 68 horas y 49 minutos solo podía ser obra del Diablo. En la constelación Perseo, representa el ojo de la gorgona Medusa.
Estudios sobre Algol llevaron a la Paradoja de Algol  en la teoría de evolución estelar: aunque los componentes de una estrella binaria se forman simultáneamente, y las estrellas masivas evolucionan de forma mucho más rápida que las menos masivas, se observó que la más masiva Algol A está todavía en su secuencia principal, mientras que la menos masiva Algol B es una estrella subgigante que se halla en una fase más tardía de su desarrollo. La paradoja puede deberse debido al mecanismo de transferencia de masa: cuando la estrella más masiva se convirtió en sub-gigante, llenó su lóbulo de Roche, y la mayor parte de su masa fue transferida a la otra estrella, que está todavía en su secuencia principal. En algunas binarias semejantes a Algol puede verse un flujo de gas entre sus componentes.
Algol está a 92.8 años luz del Sol; sin embargo hace 7.3 millones de años pasó a tan solo 9.8 años luz del sistema solar. y su magnitud aparente era alrededor de −2.5, considerablemente más brillante que la estrella Sirio actual. Debido a que la masa total del sistema Algol es alrededor de 5.8 veces la masa solar, y a pesar de la gran distancia en su aproximación más cercana, su influencia gravitatoria puede haber sido suficiente para perturbar la nube de Oort del sistema solar e incrementar el número de cometas que ingresan en el sistema solar interior, aunque el incremento neto en la tasa de craterización no se cree que haya sido muy elevado.

## Sistema

Algol Aa2 orbita Algol Aa1. Esta animación fue ensamblada a partir de 55 imágenes del interferómetro CHARA en la banda H del infrarrojo cercano, ordenadas según la fase orbital. Debido a que algunas fases están poco cubiertas, Aa2 salta en algunos puntos de su trayectoria.

Interpolación de la órbita de Aa2 alrededor de Aa1 con foco en Aa1.

Algol es un sistema estelar múltiple con tres componentes estelares confirmados y dos sospechosos. Desde el punto de vista de la Tierra, Algol Aa1 y Algol Aa2 forman una binaria eclipsante porque su plano orbital contiene la línea de visión hacia la Tierra. La pareja de binarias eclipsantes está separada entre sí por sólo 0.062 au, mientras que la tercera estrella del sistema (Algol Ab) se encuentra a una distancia media de 2.69 au de la pareja, y el período orbital mutuo del trío es de 681 días terrestres. La masa total del sistema es de unas 5.8 masas solares, y las proporciones de masa de Aa1, Aa2 y Ab son de aproximadamente 4.5 a 1 a 2.
Las tres componentes de la estrella triple brillante solían denominarse β Per A, B y C, y a veces aún se hace. El Washington Double Star Catalog las enumera como Aa1, Aa2 y Ab, con dos estrellas muy débiles, B y C, distantes aproximadamente un arcmin.  Otras cinco estrellas débiles también aparecen como compañeras.
La pareja cercana está formada por una estrella de secuencia principal B8 y una subgigante K0 mucho menos masiva, que está muy distorsionada por la estrella más masiva. Estas dos orbitan cada 2.9 días y sufren los eclipses que hacen variar el brillo de Algol.  La tercera estrella orbita en torno a estas dos cada 680 días y es una estrella de secuencia principal de tipo A o F.  Ha sido clasificada como una estrella Am, pero ahora se considera dudoso.
Los estudios de Algol condujeron a la paradoja de Algol en la teoría de la evolución estelar: aunque los componentes de una estrella binaria se forman al mismo tiempo, y las estrellas masivas evolucionan mucho más rápido que las estrellas menos masivas, el componente más masivo Algol Aa1 se encuentra todavía en la secuencia principal, pero la menos masiva Algol Aa2 es una estrella subgigante en una etapa evolutiva posterior. La paradoja puede resolverse mediante transferencia de masa: cuando la estrella más masiva se convirtió en subgigante, llenó su lóbulo de Roche, y la mayor parte de la masa se transfirió a la otra estrella, que aún se encuentra en la secuencia principal. En algunas binarias similares a Algol puede verse un flujo de gas. El flujo de gas entre las estrellas primaria y secundaria en Algol se ha visualizado mediante tomografía doppler.
Este sistema también presenta rayos X y ondas de radio llamaradas. Se cree que las llamaradas de rayos X están causadas por los campos magnéticos de las componentes A y B que interactúan con la transferencia de masa. Las llamaradas de ondas de radio podrían ser creadas por ciclos magnéticos similares a los de las manchas solares, pero debido a que los campos magnéticos de estas estrellas son hasta diez veces más fuertes que el campo del Sol, estas llamaradas de radio son más potentes y más persistentes. El componente secundario fue identificado como la fuente emisora de radio en Algol utilizando interferometría de muy larga base por Lestrade y coautores.
Los ciclos de actividad magnética en la componente secundaria cromosféricamente activa inducen cambios en su radio de giro que se han relacionado con variaciones recurrentes del periodo orbital del orden de ΔPP ≈10−5 mediante el mecanismo de Applegate. La transferencia de masa entre los componentes es pequeña en el sistema Algol pero podría ser una fuente significativa de cambio de periodo en otras Algol-type binaries.
Algol se encuentra a unos 92.8 años luz del Sol, pero hace unos 7.3 millones de años pasó a 9.8 años luz del sistema solar y su magnitud aparente era de aproximadamente −2.5, considerablemente más brillante que la estrella Sirio en la actualidad. Dado que la masa total del sistema de Algol es de unas 5.8 masas solares, en el momento de mayor aproximación podría haber ejercido suficiente gravedad como para perturbar algo la nube de Oort del Sistema Solar y, por tanto, aumentar el número de cometas que entran en el Sistema Solar interior. Sin embargo, se cree que el aumento real de colisiones cometarias netas ha sido bastante pequeño.

## PapiroCairo 85637
En 2015, investigadores de la Universidad de Helsinki, informaron haber descubierto que el contenido del Papiro Cairo 85637 del Antiguo Egipto (c. 1244 a. C. a 1163 a. C.) es un calendario dedicado a la estrella Algol, como una manifestación del dios celeste egipcio Horus, de forma que determinadas acciones de la divinidad irían asociadas a su período, que asociado al período de la Luna, permitían pronósticos de días fastos y nefastos.